# Восстание Мукрани
Восстание Мукрани, также известное на местном уровне как Французская война (бербер. Unfaq urrumi), вспыхнуло 16 марта 1871 года и было крупнейшим восстанием против французской колониальной власти в Алжире со времени его завоевания в 1830 году. Взбунтовалось более 250 племён, около трети населения страны. Его возглавляли кабилы Бибанских гор, которыми командовали шейх Мукрани и его брат Бумезраг, а также шейх Эль-Хаддад, лидер религиозного братства Рахманийя.

## Предыстория

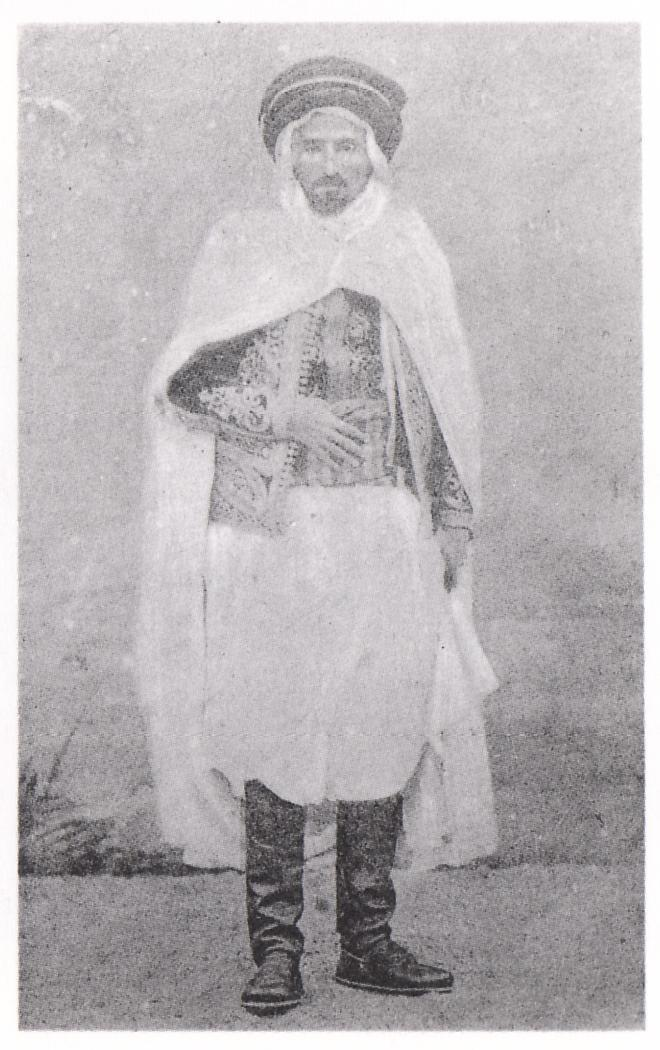
Бумезраг эль-Мукрани

Шейх Мукрани (Мохамед Амукране) и его брат Бумезраг происходили из знатного рода — династии Айт-Аббаса (ветвь Хафсидов Беджаи), амокранов (властителей) начиная с XVI века Калаа Айт-Аббаса в Бибанах и области Меджана. В 1830-х годах их отец Ахмед эль-Мукрани (умер в 1853 году) решил вступить в союз с французами; именно он разрешил им пройти через «Железные ворота» в 1839 году и стал халифой Меджаны, находясь под опекой французских властей. Вскоре проявилась неравность этого союза — декрет 1845 года отменил халифалик Меджаны, так что, когда Мухаммед стал преемником своего отца, будучи выбранным арабским советом, его титул был не выше чем «башага» (тур. başağa), название которого переводится как «главный командир»:35. Во время трудностей 1867 года он дал своё личное поручительство, по просьбе властей, при получении крупных займов. В 1870 году кредиторы потребовали вернуть долг, а французские власти отказали в займе под предлогом Франко-прусской войны, в результате Мохамед был вынужден заложить своё имущество. Конец 1860-х годов был тяжёлым для жителей Алжира: с 1866 по 1868 год они пережили засуху, чрезвычайно холодные зимы, эпидемию холеры и землетрясение. За этот период погибло более 10 % населения Кабилы. 12 июня 1869 года генерал-губернатор Маршалл Мак-Магон сообщил французскому правительству, что «кабилы будут оставаться мирными до тех пор, пока они не увидят возможности изгнать нас из своей страны».
Во времена Второй Французской республики Алжиром управлял генерал-губернатор, и значительная его часть была «военной территорией». Между французскими колонистами и армией существовали разногласия; первые выступали за отмену военной территории, считая, что она слишком выгодна для коренных алжирцев. В конце концов, 9 марта 1870 года законодательный корпус принял закон, который положил конец военному режиму в Алжире. Когда власть Наполеона III пала и была провозглашена Третья Французская республика, алжирский вопрос перешёл в ведение нового министра юстиции Адольфа Кремьё, а не военного министра, как было раньше. В то же время Алжир переживал период анархии. Поселенцы, враждебные Наполеону III и сильно прореспубликанские, воспользовались падением режима Второй империи, чтобы навязать свою антиармейскую повестку дня. В итоге реальная власть перешла к городским советам и местным комитетам обороны, а их давление вылилось в появление декретов Кремьё.

## Начало восстания
Было выдвинуто несколько предположений о причинах восстания Мукрани. Так среди кабильской знати наблюдалось общее недовольство из-за неуклонного ослабления их авторитета колониальными властями. В то же время простые люди были обеспокоены введением 9 марта гражданского правления, которое они истолковали как установление господства поселенцев с посягательствами на их землю и потерей автономии. Декрет Кремьё от 24 октября 1870 года, давший алжирским евреям французское гражданство, был, вероятно, ещё одной причиной беспорядков:119. Однако некоторые историки считают эту гипотезу сомнительной, указывая, что эта история начала распространяться только после того, как восстание закончилось. Кроме того подобное объяснение причины восстания было особенно распространено среди французских антисемитов. Известия о восстании Парижской коммуны также сыграли свою роль в бунте Мукрани.
За несколько месяцев до начала бунта кабильские сельские общины начали избирать сельские собрания («тиджмааины»), несмотря на то, что колониальные власти запретили им это делать. Первые признаки настоящего восстания проявились в мятеже эскадрона 3-го полка спаги в январе 1871 года, который отказывался быть отправленным во Францию, служащие в котором утверждали, что они должны служить только в Алжире. Этот мятеж начался в Муджебуре, близ Ксар-Бухари, 20 января, распространился на Айн-Геттар (в районе современной Хемиссы, близ Сук-Ахраса) 23 января и вскоре достиг Эль-Тарфа и Бухаджара.
Мятеж в Айн-Геттаре привёл к массовому дезертирству нескольких сотен солдат и убийству нескольких офицеров. Это имело особое значение для семьи Резги, члены которой утверждали, что Франция, недавно побеждённая пруссаками, была сильно истощена и что теперь настало время для всеобщего восстания. Ханенчи откликнулись на этот призыв, убив 14 колонистов на своей территории; Сук-Ахрас был осаждён в период с 26 по 28 января, прежде чем был освобождён французской колонной, которая затем подавила мятеж и приговорила пятерых человек к смерти.
Мукрани подал прошение об отставке с поста башаги в марте 1871 года, но в армии ответили, что отныне только гражданское правительство могло принять его. В ответ Мукрани написал генералу Ожеро, командующему дивизией в Сетифе:
"Вы знаете тот вопрос, который у меня порождает противоречия с вами; я могу только повторить вам то, что вы уже знаете, - я не хочу быть агентом гражданского правительства..... Я готовлюсь сразиться с вами; сегодня пусть каждый из нас возьмёт в руки свое ружьё".

## Распространение восстания

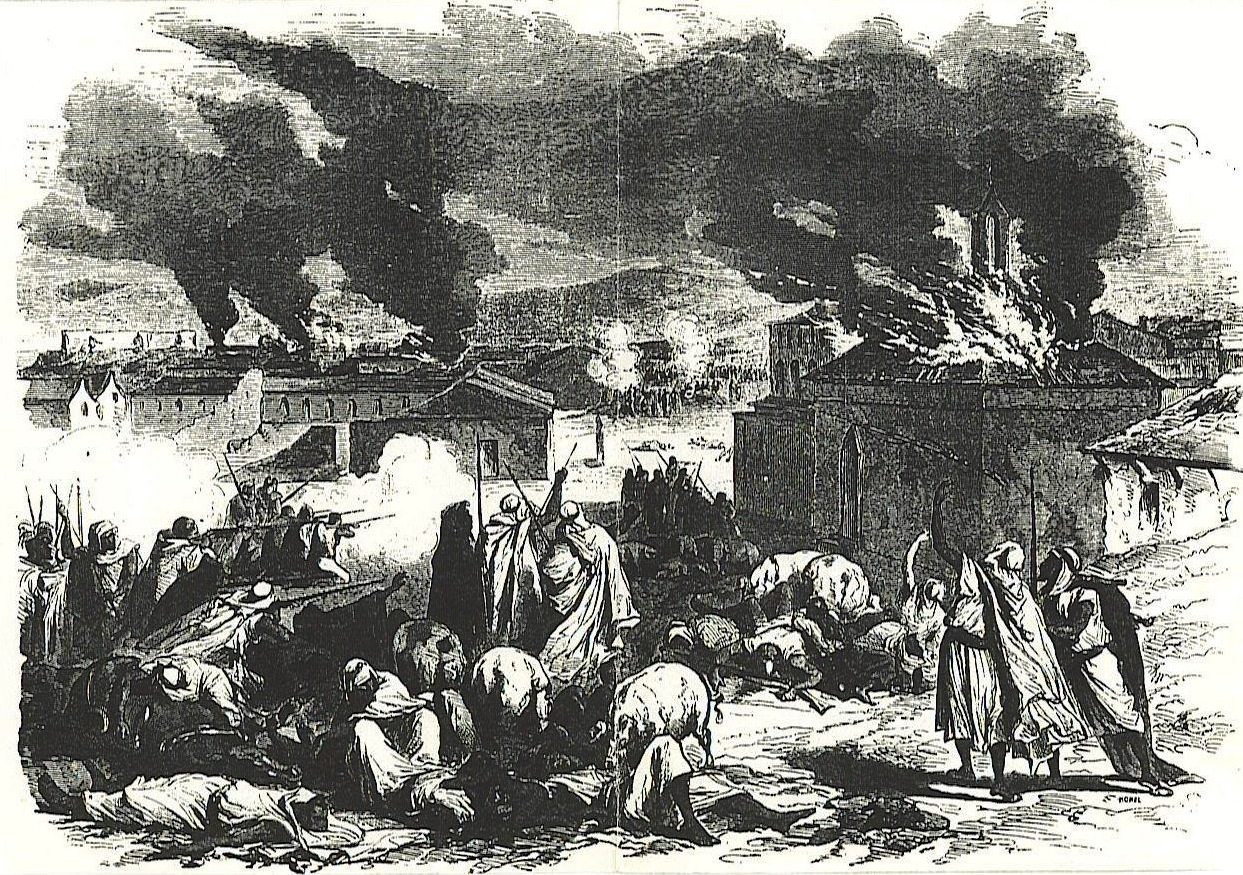
Атака шейха Мукрани на Бордж-Бу-Арреридж, гравюра Леона Морея-Фатио, L’Illustration, 1871.

Восстание спахи было возобновлено после 16 марта 1871 года, когда Мукрани возглавил его. В тот день он во главе шести тысяч человек атаковали Бордж-Бу-Арреридж. 8 апреля французские войска восстановили контроль над равниной Меджана. В тот же день Си Азиз, сын шейха Ахаддада, главы ордена Рахманийя, объявил священную войну на рынке Седдука. Вскоре взбунтовались 150 000 кабилов, так как восстание распространялось сначала вдоль побережья, затем по направлению к горам к востоку от Митиджи и до самой Константины. Затем он распространился на горы Белезма и объединился с местными восстаниями, продвигаясь вплоть до пустыни Сахара. По мере продвижения к самому Алжиру повстанцы 14 апреля заняли Лахдарию (Палестро), расположенную в 60 км к востоку от столицы. К апрелю восстали уже 250 племён, или почти треть населения Алжира. Сто тысяч «моджахедов», плохо вооружённых и дезорганизованных, совершали беспорядочные набеги и нападения.

### Французское контрнаступление
Военные власти ввели подкрепления для Африканской армии; адмирал де Гейдон, который занял пост генерал-губернатора 29 марта, сменил специального комиссара Алексиса Ламберта и мобилизовал 22 000 солдат. Продвигавшиеся от Палестро к Алжиру повстанцы были остановлены в Будуау (Альма) 22 апреля 1871 года. 5 мая Мохаммед эль-Мукрани погиб, сражаясь при Уед-Суффла, на полпути между Лахдарией (Палестро) и Буирой, столкнувшись с войсками генерала Соссье.
25 апреля генерал-губернатор объявил осадное положение. Двадцать колонн французских войск двинулись на Деллис и Драа-эль-Мизан. Шейх Хаддад и его сыновья были захвачены в плен 13 июля после битвы при Ичеридене . Восстание прекратилось только после захвата Бумезрага, брата шейха Мукрани, 20 января 1872 года.

### Подавление

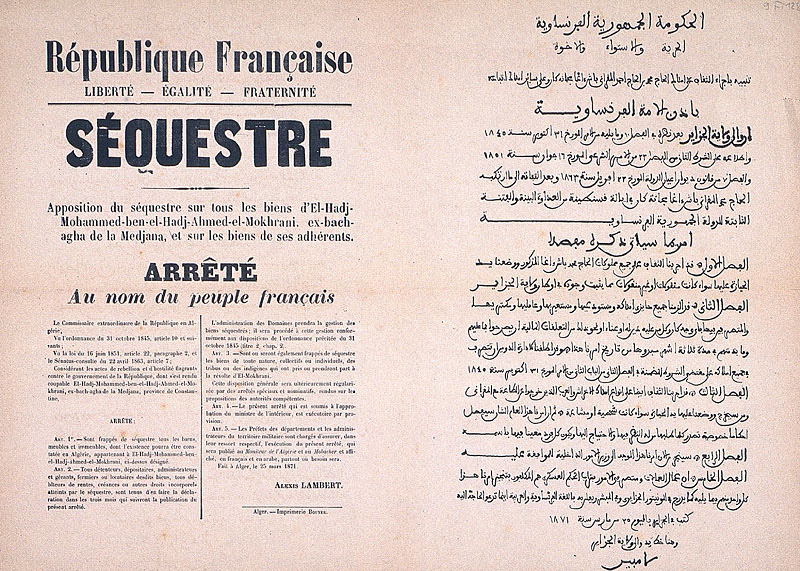
Административное уведомление (1871) о конфискации имущества шейха Мукрани

В ходе боевых действий погибло около 100 европейских гражданских лиц, а также неизвестное число алжирских мирных жителей. После прекращения восстания более 200 кабилов были интернированы, а другие депортированы в Кайенну и Новую Каледонию, где они стали известны как алжирцы Тихого океана. Бумезраг Мукрани был приговорён к смертной казни судом в Константинополе 27 марта 1873 года.
Район Кабилии был подвергнут коллективному штрафу в размере 36 миллионов франков, а 450 000 гектаров земли были конфискованы и переданы новым поселенцам, многие из которых были беженцами из Эльзас-Лотарингии. Особенно это затронуло район Константины. Репрессии и конфискации вынудили ряд кабилов покинуть страну.